# Traité de Simulambuco
Le traité de Simulambuco a été signé en 1885 par les représentants du royaume de Portugal et les autorités africaines locales du Ngoyo, petit royaume situé au Sud du Cabinda. Il comprend 11 articles qui place le royaume sous protectorat portugais.
Le premier article stipule que « les princes et autres chefs et leurs successeurs déclarent, volontairement reconnaître la souveraineté du Portugal, plaçant sous le protectorat de cette nation tous les territoires qu’ils gouvernent ». 
Ce traité intervient pendant le cycle de la conférence de Berlin qui va aboutir à un accord pour le partage de l’Afrique entre les différentes nations européenne.
Le traité fait suite à deux autres traités plus locaux : le traité de Chifuma signé en 29 septembre 1883 avec le roi du Cacongo et le traité de Chicamba signé le 26 décembre 1884 avec en plus quelques chefs du Cabinda.
Le traité fut signé par Guillerme Auguste de Brito Capello, capitaine lieutenant de l'Armada portugaise, commandant de la corvette Rainha de Portugal. La possession du Cabinda sera confirmé aux Portugais et le territoire constituera alors une exclave de l'Angola portugais.